# Guet-apens chez les Sioux
Pour les articles homonymes, voir Guet-apens.
Pour plus de détails, voir Fiche technique et Distribution.
Guet-apens chez les Sioux (Dakota Incident) est un film américain réalisé par Lewis R. Foster, sorti en 1956.

## Fiche technique
- Titre : Guet-apens chez les Sioux
- Titre original : Dakota Incident
- Réalisation : Lewis R. Foster
- Scénario : Frederick Louis Fox
- Production : Michael Baird producteur associé
- Société de production et de distribution : Republic Pictures
- Musique : R. Dale Butts
- Photographie : Ernest Haller
- Montage : Howard A. Smith
- Direction artistique : Walter E. Keller
- Décorateur de plateau : John McCarthy Jr. et George Milo
- Costumes : Adele Palmer
- Pays d'origine : États-Unis
- Format : Couleur : Trucolor - 35 mm - 1,37:1 - Son : Mono (RCA Sound Recording)
- Genre : Western
- Durée : 88 minutes
- Dates de sortie :
  - États-Unis : 23 juillet 1956
  - France : 19 juillet 1957
- Affiche : Constantin Belinsky (France)

## Distribution
- Linda Darnell : Amy Clarke
- Dale Robertson : John Banner
- John Lund : John Carter
- Ward Bond : Sénateur Blakely
- Regis Toomey : Ménestrel
- Skip Homeier : Frank Banner
- Irving Bacon : Tully Morgan
- John Doucette : Rick Largo
- Whit Bissell : Mark Chester
- William Fawcett : Matthew Barnes
- Malcolm Atterbury : Barman / greffier
- Diane DuBois : Giselle
- Charles Horvath : Chef Cheyenne
- Eva Novak : Mme Cooper